# Ligue pour le relèvement de la moralité publique
Ligue pour le relèvement de la moralité publique (LRMP), är en fransk organisation, bildad 1883  för att motarbeta alkohol och pornografi och verka för "god moral" i enlighet med den då inflytelserika sedlighetsrörelsen. Sedan dess grundare Tommy Fallot mött Josephine Butler och bekantat sig med hennes kampanj mot prostitution drev LRMP en kampanj mot prostitution i Frankrike till dess avskaffande 1946. 
Den upplöstes och ombildades som Le Cartel d'action sociale et morale år 1946.  